# Lê Hà Anh
Lê Hà Anh (* 21. November 1991) ist ein vietnamesischer Badmintonspieler. 

## Karriere
Lê Hà Anh nahm 2011 im Herreneinzel und mit dem Team an den Südostasienspielen teil. Er verlor dabei im Einzel im Achtelfinale gegen Taufik Hidayat mit 17:21 und 9:21 und wurde somit 9. in der Endabrechnung. Mit der Männermannschaft unterlag er im Viertelfinale gegen Malaysia. Im gleichen Jahr siegte er jeweils im Mixed bei den Kenya International und den Bangladesh International gemeinsam mit Lê Thu Huyền. Im Thomas Cup 2012 schied sein Team in der asiatischen Vorrunde aus.